# Межреспубликанская служба безопасности СССР
Ме́жреспублика́нская слу́жба безопа́сности СССР (МСБ СССР) — центральный орган государственного управления СССР, правопреемница КГБ СССР, а позже и переходный орган, действовавший в период с октября 1991 по 1992 год.

## История
Межреспубликанская служба безопасности (МСБ) создана 22 октября 1991 года, путём разделения КГБ СССР на основании Постановления Государственного Совета СССР № ГС-8. Данный документ устанавливал, что основной функцией службы является координация работы республиканских служб безопасности и проведения согласованной с ними контрразведывательной деятельности. Наряду с МСБ также были созданы Центральная служба разведки СССР и Комитет по охране государственной границы СССР. 3 декабря 1991 года ликвидация КГБ и создание МСБ закреплены неконституционным Советом Республик Верховного Совета СССР законодательно.
24 октября 1991 года Координационный совет КГБ СССР, созданный 11 сентября, преобразован в Координационный совет МСБ, в его состав по должности вошли Руководитель МСБ и руководители органов безопасности союзных республик, а также Директор Центральной службы разведки СССР.
6 ноября 1991 года Руководителем Межреспубликанской службы безопасности назначен В. В. Бакатин.
Во временном положении о Межреспубликанской службе безопасности, утверждённом 28 ноября 1991 года, устанавливалось, что МСБ является основным правопреемником КГБ СССР по части материально-технической базы и имущества. Из полномочий КГБ в ведении МСБ оставались: контрразведка (в том числе и военная), оперативно-розыскная работа, изготовление опертехники, информационно-аналитическая работа, подготовка кадров.
Однако большая часть полномочий КГБ СССР отошла к службам безопасности союзных республик. В частности, 1 ноября 1991 года из МСБ в ведение КГБ РСФСР переданы бывшие 7-е управление КГБ, 12-й отдел, следственный изолятор и ряд служб Оперативно-технического управления. МСБ постепенно оставалась лишь координатором деятельности республиканских спецслужб; кроме того, территориальные органы безопасности (УКГБ по краям и областям и КГБ автономных республик) ей напрямую не подчинялись.
С 8 декабря 1991 года Межреспубликанская служба безопасности СССР под руководством Вадима Бакатина на Беловежские и Алма-Атинские соглашения, а также принятые решения Совета Республик ВС СССР в нарушение Закона СССР от 03.04.1990 № 1409-I «О порядке решения вопросов, связанных с выходом союзной республики из СССР» и итогов Всесоюзного референдума о сохранении СССР, бездействовала.
13 декабря 1991 года произведены назначения в руководстве МСБ: первым заместителем Бакатина стал А. А. Олейников, заместителями — Ф. А. Мясников и Н. А. Шам (перед назначениями все трое продолжали исполнять обязанности, соответственно, первого заместителя и заместителей Председателя КГБ СССР).
За несколько дней до самоликвидации органов союзной власти, 19 декабря 1991 года, Межреспубликанская служба безопасности была упразднена Правительством РСФСР, а её база на основании указа Президента РСФСР была включена в состав новообразованного Министерства безопасности и внутренних дел РСФСР (МБВД). 26 декабря 1991 года первый заместитель председателя МСБ А. А. Олейников стал первым заместителем министра безопасности и внутренних дел РСФСР.
14 января 1992 года указ о создании МБВД был признан Конституционным Судом РСФСР не соответствующим Конституции РСФСР и в связи с этим объявлен утратившим силу. 24 января МСБ упразднена повторно, уже с включением в состав Министерства безопасности России. Реорганизацию было поручено завершить до 1 июля 1992 года.
15 января 1992 года В. В. Бакатин, уже прекративший исполнение полномочий, был официально освобождён от должности президентом РСФСР Борисом Ельциным. Аналогичный указ не был издан президентом СССР М. Горбачевым перед уходом в отставку 25 декабря 1991 года.
Заместители председателя МСБ Олейников, Мясников и Шам, а также некоторые другие руководители службы, официально от должностей не освобождались, исполнение своих обязанностей они прекратили в конце декабря 1991 — январе 1992 года.

## Руководство МСБ
- Бакатин Вадим Викторович (6 ноября 1991 — 15 января 1992 г.) — Руководитель Межреспубликанской службы безопасности СССР
- Олейников Анатолий Аввакумович (13 декабря 1991 г. — январь 1992 г.) — первый заместитель Руководителя Межреспубликанской службы безопасности СССР
- Мясников Фёдор Алексеевич (13 декабря 1991 — январь 1992 г.) — заместитель Руководителя Межреспубликанской службы безопасности СССР
- Шам Николай Алексеевич (13 декабря 1991 — январь 1992 г.) — заместитель Руководителя Межреспубликанской службы безопасности СССР